# Злочин у Холивуду
Злочин у Холивуду (енгл. Last Looks) америчко-британски је детективски трилер из 2022. године у режији Тима Киркбија, по сценарију Хауарда Мајкла Гулда. Темељи се на Гулдовом истоименом роману. У филму глуме: Чарли Ханам, Мел Гибсон, Морена Бакарин, Луси Фрај, Руперт Френд, Доминик Монахан, Џејкоб Скипио и Кленси Браун.

## Радња
Осрамоћени бивши полицајац тражи утеху пресељењем у шуму, али његов миран живот престаје када га ангажују да истражи убиство.

## Улоге
| Глумац            | Улога                |
| ----------------- | -------------------- |
| Чарли Ханам       | Чарли Волдо          |
| Мел Гибсон        | Алистер Пинч         |
| Морена Бакарин    | Лорена Насименто     |
| Луси Фрај         | Џејн Вајт            |
| Руперт Френд      | Вилсон Сикорски      |
| Доминик Монахан   | Ворен Гомес          |
| Џејкоб Скипио     | Дон Кју              |
| Кленси Браун      | Биг Џим Капи         |
| Пол Бен Виктор    | поручник Пит Конади  |
|                   | Сваг Дог             |
| Стив Коултер      | др Себастијан Хексер |
| Дикон Рандл       | Нини                 |
| Рејчел Хендрикс   | Валери               |
| Дејвид Мајкл Смит | Балиф Канаван        |
| Џен Самс          | Али Џамсхиди         |